# 皺棱球屬
皺棱球屬（学名：Aztekium）是包含3個种的小型球狀仙人掌。皺棱球屬原本只有在墨西哥發現的Aztekium ritteri一個種。1992年，乔治·S.辛顿（George S. Hinton）在墨西哥新萊昂州发现该属第二个物种Aztekium hintonii。该属的第三个物种Aztekium valdesii是在墨西哥新萊昂州山区发现的。
皺棱球屬植物生長非常緩慢，需要大約兩年才能達到3毫米的直徑，但栽種並不困難。它們通常通過種子繁殖。

## 下屬的種
- Aztekium ritteri 花籠
- Aztekium hintonii 新頓花籠
- Aztekium valdezii 海星花籠